# Osvaldo Moles
Osvaldo Moles (Santos, 1913. március 14. – São Paulo, 1967. május 14.) brazil újságíró, rádióbemondó, forgatókönyvíró. Az egyik legnagyobb és legfontosabb úttörő São Paulo és Brazília rádiózási történetében.

## Élete
1913. március 14-én született Santosban Antonio Moles és Emilia Prisco munkásosztályi szülők gyermekeként. Egy lánytestvére volt, Pascoalina Moles. Már kiskorában São Paulo Pari nevű negyedébe költöztek. Szegénységben nőtt fel, családjának még cipőre sem tellett, visszaemlékezéseiben leírta, hogy mezítláb járt iskolába. Figyelmes és kreatív gyerek volt, 1927-ben sikerült elvégeznie az Don Pedro II kereskedelmi iskolát, és 15 évesen egy újság-előfizetésekkel és hirdetésekkel foglalkozó ügynökségnél kezdett dolgozni. 1929-ben újságíróként debütált a Diário Nacionalnál, a Demokrata Párt tekintélyes újságjánál. A szerkesztőségben ismerkedett meg a brazil modernista mozgalom nagy alakjaival, mint például Mário de Andrade és Sérgio Milliet.
Az 1930-as évek elején a São Paulo Jornalnak dolgozott, majd Salvador da Bahiába költözött, ahol 1933-ban az O Estado da Bahia újság egyik alapítója volt (ezt az újságot Jorge Amado is megemlíti Bahia de Todos os Santos regényében). Az északkeletiek nehéz életéről készített riportsorozatával elnyerte Salvador város díját. 1934-ben visszatért São Pauloba, és a Correio Paulistanónál dolgozott rendőrségi riporterként (ezt az újságot Getúlio Vargas utasítására korábban megszüntették, de 1934-ben a Partido Republicano Paulista újraindította). A szerkesztőségben ismerkedett meg későbbi feleségével, Anita Ramossal, aki szintén újságíró volt, emellett úttörő filmkritikus is. 1937-ben médiumot váltott és részt vett a PRG-2 Rádio Tupy de São Paulo megalapításában, felismerve a rádiózásban rejlő lehetőségeket. Az állomás adásszerkesztője volt, és már első műsorai nagy sikert arattak, bizonyítva tehetségét és kreativitását a rádiózás terén.
1941-ben a PRB-9 Rádio Record de São Paulo állomáshoz csatlakozott, és itt ismerkedett meg a fiatal Adoniran Barbosával, akinek felismerte humorista tehetségét. Ebben az időszakban a brazil kultúra is változásokon ment át: megjelent a bossa nova és a rock, az avantgárd, a Tropicalista-mozgalom; Osvaldo Moles pedig rádiósként, riporterként, humoristaként, forgatókönyv-íróként jelen volt a kulturális fejlődés minden ilyen pillanatában, egészen amíg az 1964-ben bevezetett katonai diktatúra derékba nem törte a kreativitást. Adoniran Barbosa számára karaktereket alkotott és szövegeket írt, melyeket Barbosa nagy sikerrel adott elő. Közreműködött Barbosa sikeres dalszövegeinek megírásában, mint például a humoros Tiro ao Álvaro és a Joga a chave. Moles marketingesként is kipróbálta magát: Morumbi Publicidade cégével stadionépítésre szerzett pénzt (Morumbi Stadion), 1962-ben pedig Laudo Natel kampányán dolgozott, aki São Paulo állam alkormányzói posztjáért indult.
1967-ben Osvaldo Moles öngyilkosságot követett el. A fejlövés után még néhány napig élt, de beszélni már nem tudott; indítéka nem ismert. Halála találgatások és pletykák sorát keltette, családja és Laudo Natel pedig állítólag eltussolta az ügyet; a sajtóban nem számoltak be róla, és a nyilvánosság nem tudta meg az eseményt; Osvaldo Moles gyakorlatilag „eltűnt” a médiából. Egy vélemény szerint Moles iránti tiszteletből nem csináltak szenzációhajhászást a halálesetből.

## Díjak
Osvaldo Moles díjai:
- 1950 – Troféu Roquette Pinto (műsorvezető és humorisztikai szerkesztő)
- 1952 – Troféu Roquette Pinto (műsorvezető)
- 1952 – Filmművészeti Saci-díj (a Simão, o Caolho forgatókönyvéért)
- 1953 – Prêmio Governador do Estado
- 1955 – Os melhores paulistas de 55 – Manchete RJ (rádiós kategória)
- 1955 – Troféu Roquette Pinto (műsorvezető)
- 1956 – Troféu Roquette Pinto (műsorvezető)
- 1957 – az Alegria dos Bairros műsorvezetőjeként
- 1957 – a Rádio Record műsorvezetőjeként
- 1957 – PRF3-TV, az Os Melhores da Semana műsorért
- 1958 – Tupiniquim (szerkesztő)
- 1958 – Dr. Paulo Machado de Carvalho (Associação Paulista de Propaganda) - legjobb rádióadás
- 1959 – Prêmio Octávio Gabus Mendes (szerkesztő)
- 1959 – A São Francisco tiszteletbeli akadémiai rendjének parancsnoki fokozata
- 1960 – Troféu Roquette Pinto (különleges elismerés)
- 1964 – Ezüst jubileum (São Paulói Sajtószakértők Szövetsége, 25. évfordulójának alkalmából)